# Upang Marga
Upang Marga is een bestuurslaag in het regentschap Banyuasin van de provincie Zuid-Sumatra, Indonesië. Upang Marga telt 2537 inwoners (volkstelling 2010).